# Divino de São Lourenço
Divino de São Lourenço is een gemeente in de Braziliaanse deelstaat Espírito Santo. De gemeente telt 5.011 inwoners (schatting 2009).
De gemeente grenst aan Ibitirama, Guaçuí en Dores do Rio Preto.